# Бели II (король Стратклайда)
Бели II (665—722) — король Алт Клуита в 694—722 годах.

## Биография
Бели II был сыном Элвина Алт Клуитского. Он вёл активную внешнюю политику. В конце VII — начале VIII веков воины Алт Клуита приняли участие в походе против ирландцев. В 697 году, объединившись с ульстерцами, они победили Муртемна при Лоуте, а в 702 году убили короля Бреги Иргалаха мак Конайнг Куйрре. Однако ирландская кампания закончилась для бриттов поражением в битве при Маг Кулинне.
Позже Бели обратил свой взор на Дал Риаду. В 704 году состоялась большая битва между бриттами и скоттами в долине Ливена. В 711 году бритты одержали победу у Лорг-Экклета, а в 717 году были разбиты у скалы Минуирк. На этом их попытка экспансии на север завершилась.